# Buteogallus gundlachii
El gavilán batista o gavilán cangrejero (Buteogallus gundlachii) es una especie de ave accipitriforme de la familia Accipitridae endémica de Cuba. Hasta 2007 se le consideraba como una subespecie de aguililla negra. No se conocen subespecies.